# Instituto para el Estudio de la Cuestión Judía
El Instituto para el Estudio de la Cuestión Judía (en alemán: Institut zum Studium der Judenfrage) fue fundado en 1934 y estaba afiliado al Ministerio del Reich para la Ilustración Pública y Propaganda bajo la dirección de Joseph Goebbels. En 1939 la institución se denominó "Operación antisemita" (Antisemitische Aktion) y desde 1942 "Operación antijudía" (Antijüdische Aktion).
El instituto fue fundado en 1934 por Eberhard Taubert en nombre del Ministerio de Propaganda del Reich. Originalmente, el instituto iba a ser un centro de investigación conjunto contra el judaísmo, la masonería y el liberalismo, pero pronto las tareas se separaron. Desde un principio, el Ministerio de Propaganda trató de camuflar la afiliación del instituto con el gobierno, ya que se temían consecuencias negativas en política exterior.